# لشکر ۶۴ پیاده ارومیه

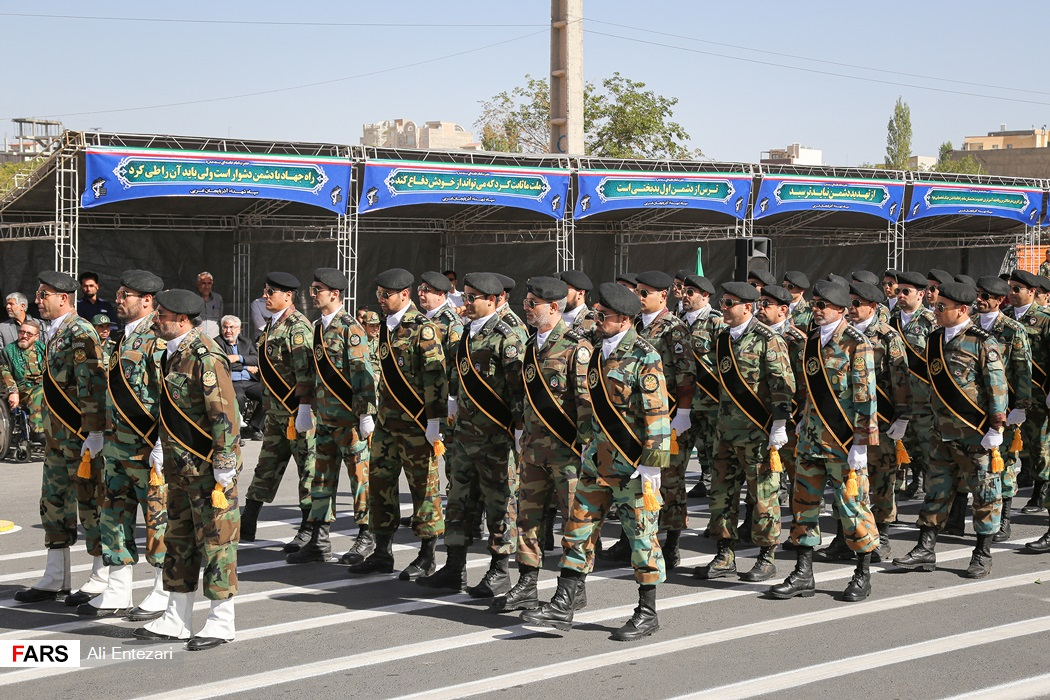
رژه نیروهای لشکر ۶۴ ارومیه به‌مناسبت سالگرد جنگ ایران و عراق در سال ۱۳۹۸، ارومیه

لشکر ۶۴ پیاده ارومیه از لشکرهای پیادهٔ نیروی زمینی ارتش، مستقر در استان آذربایجان غربی است، که قرارگاه و ستاد مرکزی آن در شهر ارومیه قرار دارد. پیشینه شکل‌گیری این یگان به سال ۱۳۰۰ بازمی‌گردد، که توسط نیروی زمینی شاهنشاهی ایران تأسیس شد و فعالیت خود را تحت عنوان لشکر رضائیه آغاز نمود. لشکر ۶۴ ارومیه در خلال جنگ ایران و عراق در عملیات‌های والفجر ۲، ظفر ۳، قادر، کربلای ۷، نصر ۹ و مرصاد شرکت داشت. هم‌اکنون سرتیپ‌‌دوم عباس جمشیدی فرماندهی لشکر ۶۴ ارومیه را برعهده دارد. لشکر ۶۴ ارومیه دارای ۳ تیپ پیاده بنام‌های تیپ ۱۶۴ پیرانشهر، تیپ ۲۶۴ سلماس و تیپ ۳۶۴ مهاباد می‌باشد.

## تاریخچه

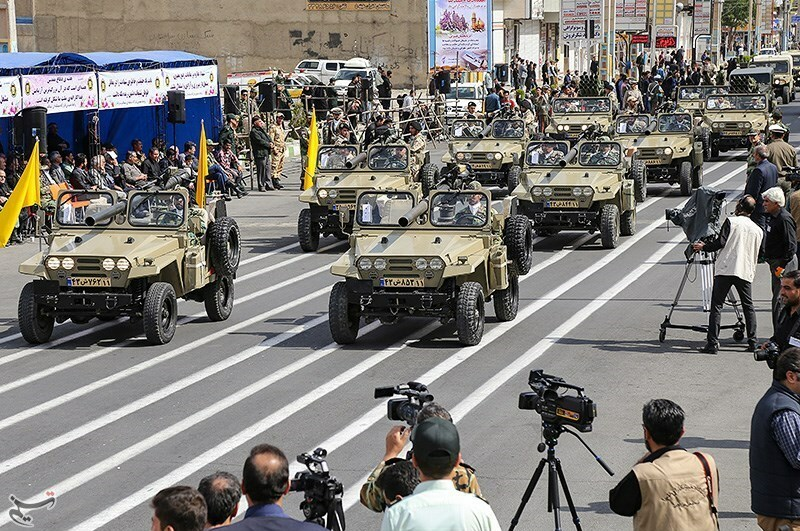
جیپ‌های سفیر متعلق به یگان‌های قرارگاه لشکر ۶۴ ارومیه

پیشینه شکل‌گیری این یگان به سال ۱۳۰۰ بازمی‌گردد، که توسط نیروی زمینی شاهنشاهی ایران تأسیس شد و فعالیت رسمی خود را تحت عنوان لشکر رضائیه آغاز نمود. این لشکر یکی از قدیمی‌ترین یگان‌های فعال نیروی زمینی ارتش می‌باشد. لشکر ۶۴ ارومیه در طول جنگ ایران و عراق، از یگان‌های عمل‌کننده نیروی زمینی ارتش بود. این یگان پس از اجرای طرح جامع نیروی زمینی ارتش به قرارگاه عملیاتی ارتقا یافت و ۴ تیپ پیاده مکانیزه آن شامل؛ تیپ ۴۶۴ مرز آرارات، تیپ ۳۶۴ مهاباد، تیپ ۲۶۴ پیاده سلماس و تیپ ۱۶۴ پیاده پیرانشهر، به تیپ‌های متحرک هجومی ارتقا یافتند، که نظارت بر آنها برعهده قرارگاه مرکزی این لشکر می‌باشد.

## جنگ ایران و عراق
لشکر ۶۴ پیاده ارومیه در طول جنگ ایران و عراق، از یگان‌های عمل‌کننده نیروی زمینی ارتش بود. این لشکر در طول جنگ، در ۳۹ عملیات نامنظم و ۱۹ عملیات منظم شرکت داشت. عملیات‌های گسترده‌ای که لشکر ۶۴ پیاده ارومیه در آنها حضور داشت:
- عملیات والفجر ۲
- عملیات ظفر ۳
- عملیات قادر
- عملیات کربلای ۷
- عملیات نصر ۹
- عملیات مرصاد

## فرماندهان

### دوره پهلوی
- احمد زنگنه[۹]
- علی‌اکبر درخشانی[۹]
- کریم ورهرام[۹]
- محمد شاه‌بختی[۹]
- صالح نوتاش[۹]
- سید احمد مهام[نیازمند منبع]

### جمهوری اسلامی
- قاسمعلی ظهیرنژاد
- محمد ذکی ذکیانی
- علی صیادشیرازی
- کیکاوس امیری
- روزبه جلالی
- محمدعلی ظهوری
- غضنفر آذرفر
- محمود رستمی
- رحیم رحمانی
- حسین یاسینی
- ابراهیم حاج‌انزائی
- محمدحسین دادرس
- عباس نبی‌زاده
- احمد قاسمی
- پرویز هاشمی
- هاشم شهیدی
- حسین شکوهی
- امید طسوجی آذر
- محسن نبی‌پور
- محبوب سرپوش
- موسی حامدبابائی
- سید ابوالقاسم کریمی
- ابوالفضل بیاری
- سیروس محمدی
- هرمز طبرخونی
- عباس جمشیدی

## یگان‌های تابعه
لشکر ۶۴ پیاده ارومیه دارای ۴ تیپ پیاده‌نظام و پیاده مکانیزه می‌باشد. این لشکر پس از اجرای طرح جامع نیروی زمینی ارتش به قرارگاه عملیاتی ارتقا یافت و هم‌اکنون این قرارگاه وظیفه فرماندهی و کنترل ۴ تیپ زیرمجموعه را برعهده دارد.
- تیپ ۴۶۴ پیاده مرز آرارات
- تیپ ۳۶۴ پیاده مهاباد
- تیپ ۲۶۴ پیاده سلماس
- تیپ ۱۶۴ پیاده پیرانشهر